# Hochschullehrer
Hochschullehrer lehren und forschen an einer Hochschule innerhalb ihres Lehr- und Forschungsauftrages selbständig und in eigener Verantwortung. In Deutschland genießen sie die vom Grundgesetz garantierte akademische Freiheit.

## Situation in Deutschland

### Allgemeines
Nur ein knappes Zehntel der Dozenten an deutschen Hochschulen sind rechtlich gesehen Hochschullehrer: In Deutschland gehören gemäß § 42 Hochschulrahmengesetz nur planmäßige Professoren (Besoldungsgruppe W2 und W3) und Juniorprofessoren (W1) zur Gruppe der Hochschullehrer, in Baden-Württemberg auch Hochschuldozenten (siehe unten). Im Regelfall wird man zum Hochschullehrer berufen. In einigen deutschen Bundesländern zählen allerdings auch Privatdozenten zu den Hochschullehrern.
Die übrigen an einer Hochschule tätigen Dozenten sind aus juristischer Sicht keine Hochschullehrer.
Die Statusgruppe der Hochschullehrer besitzt in den Selbstverwaltungsgremien der Hochschulen in Deutschland in Angelegenheiten der Lehre mindestens die Hälfte, in Angelegenheiten der Forschung die Mehrheit der Stimmen, die sogenannte Professorenmehrheit. 
Das übrige Hochschulpersonal umfasst den sogenannten akademischen Mittelbau, bestehend aus den wissenschaftlichen und künstlerischen Mitarbeitern, sowie die sonstigen Mitarbeiter, zu denen das technische und das Verwaltungspersonal gehört.
Im Regelfall sind Hochschullehrer in Deutschland verbeamtet. Rechte und Pflichten der Hochschullehrer sind in den Hochschulgesetzen der Länder geregelt. Einige Landeshochschulgesetze (z. B. in Hessen) zählen auch diejenigen wissenschaftlichen Mitarbeiter zu den Hochschullehrern, die die Voraussetzungen für die Einstellung als Professor erfüllen (in der Regel Privatdozenten) und vom Fachbereichsrat unter Zustimmung des Senats mit der selbständigen Wahrnehmung von Aufgaben in Forschung und Lehre in ihrem Fach beauftragt wurden. Auch der Deutsche Hochschulverband zählt Privatdozenten zur Gruppe der Hochschullehrer. Nach anderen Landeshochschulgesetzen gehören dagegen Privatdozenten, Gast-, Honorar- und außerplanmäßige Professoren zum akademischen Mittelbau.

### Hochschuldozent
In der DDR gehörten seit der Hochschulreform von 1968 neben Professoren auch Hochschuldozenten zu den Hochschullehrern (Hochschullehrerberufungsverordnung, seit 6. November 1968, Gesetzblatt Teil II). Bis zum Inkrafttreten der 5. Änderung des Hochschulrahmengesetzes von 2002 und dessen Umsetzung in Landesrecht gab es in der Besoldungsordnung C auch in der Bundesrepublik die Amtsbezeichnung Hochschuldozent. Er wurde wie der Oberassistent und der Oberingenieur nach der Besoldungsgruppe C 2 besoldet und war wie diese Beamter auf Zeit (sechs Jahre, im Bereich der Medizin weitere vier Jahre), dabei wurden zuvor als Oberassistent oder Oberingenieur verbrachte Dienstzeiten auf die höchstzulässige Dienstzeit angerechnet. In besonders begründeten Ausnahmefällen konnte gemäß § 48 d Abs. 2 HRG für Hochschuldozenten ein Beamtenverhältnis auf Lebenszeit begründet werden.
Bewerber für Hochschuldozentenstellen mussten die Einstellungsvoraussetzungen für Professoren erfüllen. Dienstliche Aufgaben in Forschung und Lehre erfüllten sie daher nach näherer Ausgestaltung des jeweiligen Dienstverhältnisses wie Professoren selbständig. Nicht alle Bundesländer haben von der Möglichkeit Gebrauch gemacht, Stellen für Hochschuldozenten zu schaffen.
Das Land Baden-Württemberg führte die Hochschuldozentur als eigenes Amt 2007 ein. Sie entspricht dem Konzept einer Lehrprofessur und wird nach W2 besoldet, ist aber nicht mit dem Professorentitel verbunden.
Die Hochschullehrerberufungsverordnung (HBVO) der DDR kannte als Hochschullehrer „Hochschuldozenten“ und „Ordentliche Professoren“, die an Universitäten und wissenschaftlichen Hochschulen auf zugehörige Planstellen unbefristet berufen und in zwei abgestuften Gehaltsgruppen bezahlt wurden. Somit war die Bezeichnung „Hochschuldozent“ doppeldeutig und wurde in beiden Teilen Deutschlands mit unterschiedlichem Inhalt gebraucht: in der DDR für einen Hochschullehrer, in der Bundesrepublik für einen Angehörigen des akademischen Mittelbaus (Ausnahme seit 2007: Baden-Württemberg).

## Situation in Österreich
In Österreich ist der Begriff „Hochschullehrer“ veraltet.
Das Hochschulgesetz 2005, das sich ausschließlich auf die der Lehrerbildung dienenden Pädagogischen Hochschulen (bisher: Pädagogische Akademien) und nicht auf Universitäten bezieht, verwendet den Begriff Hochschullehrer nicht. Es spricht allgemein vom „Lehrpersonal“ (§ 72 Z 2), von „Lehrern“ (z. B. § 13 Abs. 2, § 16 Abs. 2) oder im Besonderen von Bundeslehrpersonal, Bundesvertragslehrpersonal und Lehrbeauftragten (§ 18 Abs. 1).
Der früher geläufige Begriff des Hochschullehrers wurde aufgrund der schrittweisen Umwandlung der Hochschulen in Universitäten durch den Begriff „Universitätslehrer“ ersetzt, der aber selbst bereits ein „Auslaufmodell“ darstellt:

### Universitätslehrer als organisationsrechtliche Kategorie
Gemäß § 19 Abs. 2 UOG 1993 (anzuwenden bis 31. Dezember 2003) gehörten Universitätslehrer zum wissenschaftlichen Personal der Universitäten; sie setzten sich zusammen aus den Universitätsprofessoren, Emeritierten Universitätsprofessoren, Gastprofessoren, Honorarprofessoren, Universitätsdozenten, Universitätsassistenten und Lehrbeauftragten.
Das seit 1. Januar 2004 voll anwendbare Universitätsgesetz 2002 kennt bei der Einteilung der Angehörigen der Universität den Begriff des Universitätslehrers nicht mehr: Gemäß § 94 Abs. 2 Universitätsgesetz 2002 gliedert sich das wissenschaftliche und künstlerische Universitätspersonal nur mehr in zwei Untergruppen: in die Universitätsprofessoren und in die wissenschaftlichen und künstlerischen Mitarbeiter im Forschungs-, Kunst- und Lehrbetrieb, wobei innerhalb der letztgenannten Untergruppe den Universitätsdozenten eine Sonderstellung zukommt.

### Universitätslehrer als personalrechtliche Kategorie
Noch immer Bedeutung hat der Begriff „Universitätslehrer“ im Dienstrecht der Beamten und im Arbeitsrecht der übergeleiteten Vertragsbediensteten: Gemäß § 154 Beamten-Dienstrechtsgesetz 1979 sind Universitätslehrer im Sinne dieses Bundesgesetzes die Universitätsprofessoren, Universitätsdozenten, Universitätsassistenten und Bundeslehrer. Dem Abschnitt IIa des Vertragsbedienstetengesetzes 1948 liegt eine ähnliche Abgrenzung zugrunde. Für seit dem 1. Januar 2004 neu aufgenommenes Universitätspersonal ist hingegen gemäß § 128 Universitätsgesetz 2002 seit dem Inkrafttreten des Kollektivvertrags mit 1. Oktober 2009 auch diese Kategorie irrelevant.

### Neuere Entwicklungen
Am 1. Oktober 2002, acht Monate nach der Reform des deutschen Hochschulrahmengesetzes, trat auch an den österreichischen Universitäten ein neues Dienstrecht in Kraft. Es schafft langfristig Beamte an Universitäten ab, indem es für Neueintretende nur noch das Vertragsbedienstetenrecht vorsieht. Außerdem schaffte es die zuvor übliche durchgängige Universitätskarriere ab, indem es zu Beginn der Laufbahn nur befristete Stellen vorsieht, für die man sich jeweils neu bewerben muss: Zuerst den „Wissenschaftlichen Mitarbeiter in Ausbildung“ (befristet auf vier Jahre) und anschließend den „Universitätsassistenten“ (befristet auf vier bis sechs Jahre). Danach kann eine Bewerbung auf eine Professur stattfinden, entweder als „Vertragsprofessor“ (befristet auf maximal sieben Jahre) oder als „Universitätsprofessor“ (unbefristet). Dabei ist ein Hochschulwechsel zwingend.
Zuvor bewarb man sich nach der Promotion, manchmal schon nach dem Magister, um eine Assistentenstelle, welche bei positiver Evaluation nach vier Jahren um weitere sechs Jahre verlängert wurde und danach bei Habilitation oder ähnlicher extern evaluierter Qualifikation in ein unbefristetes Arbeitsverhältnis mündete. Dies bot die Möglichkeit der frühen eigenständigen Gründung einer Arbeitsgruppe im Rahmen einer planbaren kontinuierlichen Laufbahn als Voraussetzung für die spätere Wahrnehmung einer Professur. Dass diese Evaluationen meistens bestanden und manchmal zu einer Formalität wurden, wurde von den Autoren des neuen Dienstrechts aus Sicht der Gegner missbraucht, um das ganze alte Modell und den Status des wissenschaftlichen Beamten zu diffamieren und zu verunglimpfen.
Die neueingeführten befristeten Mitarbeiter bzw. Assistenten, wie es sie in Deutschland seit Jahrzehnten gab, und die befristeten Vertragsprofessuren, wie die in Deutschland etwa gleichzeitig geschaffene Möglichkeit von auf fünf Jahre befristeten W2-Professuren, werden von den Gegnern der Dienstrechtsreform als „Wegwerfstellen“ kritisiert. Ein großer Teil des wissenschaftlichen Personals werde wie in Deutschland in mittlerem Alter die Universität verlassen müssen, weil alle vier bis sieben Jahre eine meist mit Ortswechsel verbundene Neubewerbung erforderlich ist, ohne dass eine Stellenausschreibung auf dem jeweiligen Spezialgebiet garantiert ist, und letztlich weil es viel weniger Professuren auf Lebenszeit als befristete Stellen gibt. Die neue analog zu Deutschland mit erheblicher Berufsunsicherheit verbundene Qualifikationsphase verstoße gegen die Prinzipien einer familienfreundlichen Personalpolitik, da sie eine Familiengründung erschwert, verzögert oder sogar verhindert, und Mütter besonders hart trifft.

## Situation in der Schweiz
An Schweizer Hochschulen ist Dozent die übliche Amtsbezeichnung für Hochschullehrer in Lehre und Forschung. Demgegenüber ist Professor ein Titel, der an Universitäten durch Habilitation und entsprechende Anstellung, an Fachhochschulen durch von den diesen festgelegten Prozeduren erworben wird.
Dozenten an Schweizer Hochschulen unterscheiden sich nach hauptamtlichen Dozenten mit Vollzeitstelle und nebenamtlichen Dozenten mit Teilzeitstelle. Insbesondere an Fachhochschulen ist nebenamtliche Tätigkeit verbreitet, weil es erwünscht ist, dass die Dozierenden das Berufsfeld, zu dem sie ausbilden, aktiv kennen: Architekten, die laufend in eigenen Architekturbüros wirken, bilden Architekten aus; Musiker mit regelmäßigen Auftritten lehren angehende Musiker usw. Da Praktiker nicht unbedingt von vornherein gute Lehrende sein müssen, hat in der Schweiz die hochschuldidaktische Nachqualifikation für Fachhochschullehrende ein großes Gewicht.
Generell wird in der Schweiz die Verzahnung von Praxis und Ausbildung sehr wertgeschätzt, was sich auch in der starken Gewichtung der dualen Ausbildung spiegelt, als deren Verlängerung die Fachhochschulen gesehen werden.

## Belege
1. ↑  Hochschullehrerberufungsverordnung (HBVO) vom 6. November 1968, veröffentlicht im Gesetzblatt der DDR, Teil II, S. 997–1003.
2. ↑  Bachmann, Universität Wien: Das Dienstrecht an österreichischen Universitäten.